# Mangahao (rivière)
La rivière Mangahao  (en =anglais : Mangahao River) est un cours d’eau localisée dans l’Île du Nord de la Nouvelle-Zélande.

## Géographie
Sa source est située dans la chaîne de Tararua. La rivière s’écoule vers le nord-est alimentant le fleuve Manawatu au sud de  Woodville.
Il y a deux barrages sur le trajet de la rivière, qui entraînent l’eau dans un tunnel, via un troisième réservoir situé sur  le trajet de la rivière Tokomaru, allant vers la centrale  Mangahao Power Station localisée sur le ‘Mangaore Stream’ près de la ville de Shannon.